# TA-300B
TA-300Bは2010年に高槻電器工業が発売した真空管。

## 概要
日本国内のメーカーとしては1975年に岡谷電機産業から発売されたHF-300B以来、35年ぶりに発売された300B系真空管だった。2012年4月に改良型が発売された。

## 仕様
- 形式 ST 型真空管
- 品名 TA-300B
- 型式 直熱3極管
- フィラメント電圧/電流 5V/1.2A ACまたはDC
- 最大プレート電圧 450V
- 最大プレート電流 100mA
- 最大プレート損失 40W